# Haraza
Haraza est une commune de la wilaya de Bordj-Bou-Arreridj en Algérie.

## Géographie
Haraza est une commune kabyle rurale à caractère agricole. Les deux centres urbains sont Haraza et Fedala. Dans la Wilaya de Bord-bou-arreridj en Algérie, elle est située à 70 km au nord-est de Bord-bou-arreridj, à 15 km au sud m'chedellah, à 25 km à l'ouest de mansorah et à 14 km de l'est de Elkseur. Le chef-lieu de la commune est le village harraza.